# Idazoksan
Idazoksan je lek koji se koristi u naučnim istraživanjima. On deluje kao selektivni antagonist α2 adrenergičkog receptora i imidazolinskog receptora. Idazoksan je istraživan za potencijalnu primenu kao antidepresiv, ali nije plasiran na tržište. On je takoše ispitivan za moguću primenu kao dodatni tretman u lečenju šizofrenije. Usled njegovog dejstva kao alfa-2 antagonist, on ima sposobnost pojačavanja terapeutskih efekata antipsihotika. 